# Sanirajak
Sanirajak (Inuktitut jelentése: „a partvonal”), korábbi nevén Hall Beach 2020. február 27-ig, egy inuit település a kanadai Nunavutban, a Qikiqtaaluk régióban, Iglooliktól mintegy 69 km-re (43 mérfölddel) délre.

## Történelem
A DEW (Distant Early Warning Line, Kanada északi részére telepített radarrendszer) vonal kiépítése során telepedtek le. Jelenleg a településen található egy NEW (North Warning System, korai légelhárító radar) (é. sz. 68° 45′ 44″, ny. h. 81° 13′ 44″68.762222°N 81.228889°W ) létesítmény és a Hall Beach Airport .
1971-ben Sanirajakból hét Tomahawk Sandia típusú rakétát indítottak, amelyek közül néhány elérte a 270 km-es magasságot.

## Demográfia
A 2016-os népszámlálás során a Kanadai Statisztikai Hivatal arról számolt be, hogy Sanirajak lakossága 848 fő volt, akik 174 lakásban éltek a 189 lakásból, ami 15,2%-os növekedést jelent a 2011-es 736 fős lakossághoz képest.

## Földrajz

### Éghajlat
Az éghajlat tundra (Köppen: ET), az év nagy részében a fák nem zöldek. A nyár rövid és hideg, a hőmérséklet éjszakánként gyakran fagypont alá csökken. Az év nagy részét a tél teszi ki, amely hosszú és nagyon hideg. Telenként a hó olvadására kevés az esély.